# Unió del Magrib Àrab
La Unió del Magrib Àrab (àrab: اتحاد المغرب العربي, Ittiḥād al-Magrib al-ʿArabī) és un acord d'interacció comercial signat el 17 de febrer de 1989 a Marràqueix pels caps d'Estat del Marroc, Algèria, Tunísia, Mauritània i Líbia. Té el seu origen immediat en la primera cimera del Magrib, celebrada a Alger el 10 juny de 1988. Les seves institucions més rellevants són: el Consell Presidencial, compost pels caps d'Estat dels cinc països membres sota la presidència per torns de cadascun d'ells durant sis mesos; el Consell de Ministres d'Afers exteriors; el Comitè de Seguiment, compost per un membre de cada govern; el Consell Consultiu, compost per deu diputats de cada parlament nacional; un òrgan judicial compost per dos jutges de cada país, encarregat d'arbitrar els litigis entre Estats membres i una Secretaria General del Consell Presidencial.
Els caps d'Estat signants del tractat original foren: el rei Hassan II del Marroc, el president tunisià Zine El Abidine Ben Ali, el president algerià Chadli Bendjedid, el líder libi Muammar el Gaddafi i el president maurità Muawiya Uld Sidi Ahmed Taya. L'any 2023, el projecte de moneda única a la zona continua sent viable tècnicament, però políticament infessable.

Diagrama d'Euler dels estats que componen la Lliga Àrab i d'altres organitzacions d'àmbit interestatal: el Consell per a la Unió Econòmica Àrab, la Unió del Magrib Àrab, el Consell de Cooperació per als Estats Àrabs del Golf i l'Acord d'Agadir.